# Districtul Cloppenburg
Districtul Cloppenburg este un district rural (în germană Landkreis) din landul Saxonia Inferioară, Germania. 